# Bławatniki
Bławatniki (Cotinginae) – podrodzina ptaków z rodziny bławatnikowatych (Cotingidae).

## Występowanie
Podrodzina obejmuje gatunki występujące w Ameryce Południowej.

## Systematyka
Do podrodziny należą następujące plemiona:
- Rupicolini Bonaparte, 1853
- Phytotomini Swainson, 1837
- Cotingini Bonaparte, 1849